# Arctonyx
Arctonyx és un gènere de toixons que viuen a l'est i el sud-est d'Àsia. Tot i que tradicionalment es cregué que era un gènere monotípic, amb el toixó porcí (A. collaris) com a única espècie, un article del 2008 hi ajuntà dues espècies més, el toixó de gola blanca (A. albogularis) i el toixó porcí de Sumatra (A. hoevenii).